# Stéphane Bonnet
Stéphane Bonnet, né à Paris, est un acteur et réalisateur français.

## Filmographie

### Cinéma
- 1988 :  Adieu, je t'aime de Claude Bernard-Aubert : Philippe
- 1989 : Sauf votre respect (Try This One for Size) de Guy Hamilton
- 1990 : Présumé dangereux de Georges Lautner : Jacobi
- 1991 :  Paprika de Tinto Brass : Franco
- 2008 : Tu peux garder un secret de Alexandre Arcady : Hervé
- 2017 : El Achiq de Amar Sifodil : Henry

### Télévision
- 1984 : Nuits secrètes de William Hale : Gérard
- 1995 : Les Nouvelles Filles d'à côté : Épisode 20 : la girouette : Pascal
- 2009 : Les Corbeaux (mini-série TV) : Buffetaut
- 2021 : Plus belle la vie : Oscar da Silva

Il joue le personnage masculin principal dans le clip du morceau Adrian de Buzy.